# Lövenich
Lövenich är en stadsdel till Köln i Tyskland. Stadsdelen, som ligger i västra Köln, gränsar till motorvägen A1 i öster och B55 i söder. Norr och väster om Lövenich ligger det åkrar. Det bodde år 2007 omkring 8 300 personer i stadsdelen.